# منتخب الفلبين لكرة الماء للسيدات
منتخب الفلبين لكرة الماء للسيدات هو ممثل الفلبين الرسمي في المنافسات الدولية في كرة الماء للسيدات
.